# Aulus Pompeu Bitínic
Aulus Pompeu Bitínic (llatí: Aulus Pompeius Bithynicus) va ser un magistrat romà. Formava part de la gens Pompeia, una antiga família romana d'origen plebeu.
Era fill de Quint Pompeu Bitínic. L'any 44 aC era pretor de Sicília i sembla que era favorable al partit que governava Roma, però aquest partit no se'n fiava, per la qual cosa Aule va demanar protecció a Ciceró que aquest li va prometre. Va rebutjar a Sext Pompeu que es volia apoderar de Messana, però després li va permetre ocupar-la amb la condició de repartir-se entre ambdós el govern de l'illa. Sext va acceptar però una mica després el va fer matar.